# ارتش یمن
ارتش یمن (انگلیسی: Yemen Army) نیروی زمینی زیرمجموعه نیروهای مسلح یمن است، که در سال ۱۹۹۰ فعالیت خود را آغاز کرد.